# Регентова кућа
Регентова кућа у Крагујевцу, налази се у улици Kраља Петра I Kарађорђевића, једна је од ретких грађевина сачуваних из периода Првог светског рата, као подсетник на значајне личности које су у њој боравиле и одлуке које су у њој доношене. 
У њој је у периоду од 2. августа 1914. до 23. октобра 1915. године становао регент Александар Kарађорђевић. Подигнута је 1887. године, а њене културно-историјске карактеристике, стилске одлике и монументална фасада чине је једним од најзначајнијих објеката старог градског језгра. У овој згради, преко пута Нове цркве, у периоду после Другог светског рата, радила је Градска библиотека.